# Kronprinzendenkmal (Kaiserswerth)

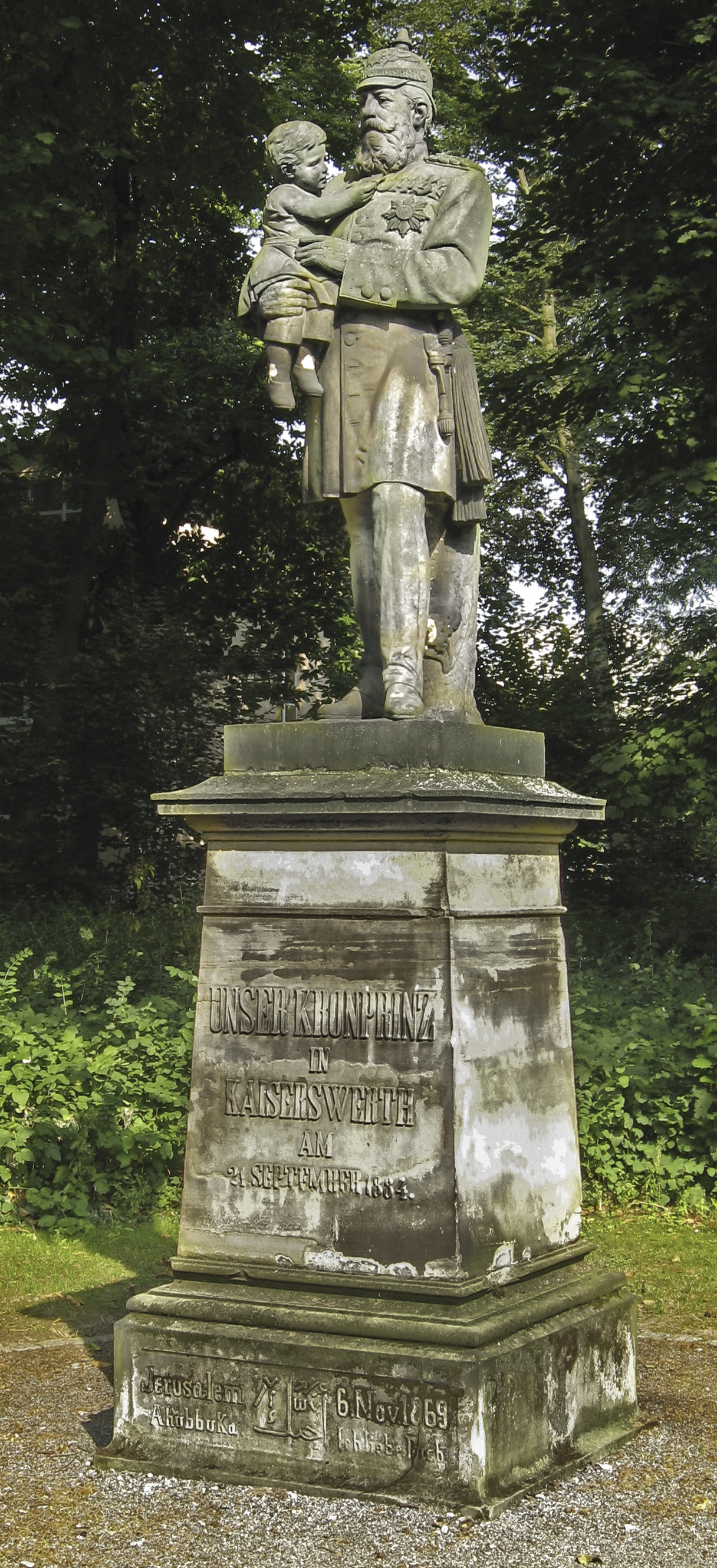
Kronprinzendenkmal in Kaiserswerth

Das Kronprinzendenkmal im Düsseldorfer Stadtteil Kaiserswerth wurde 1890 errichtet und steht unter Denkmalschutz. Es zeigt ein Standbild des Deutschen Kaisers Friedrich III.

## Lage
Das Denkmal steht auf dem Gelände der Kaiserswerther Diakonie im heutigen nördlichen Düsseldorfer Stadtbezirk 5. In seinem Umkreis befinden sich zahlreiche Einrichtungen der Diakonie, darunter das Florence-Nightingale-Krankenhaus, die Mutterhauskirche und das Hauptverwaltungsgebäude der Kaiserswerther Diakonie. In unmittelbarer Nähe des Kronprinzendenkmals befindet sich zudem der Jüdische Friedhof Kaiserswerth.

## Beschreibung

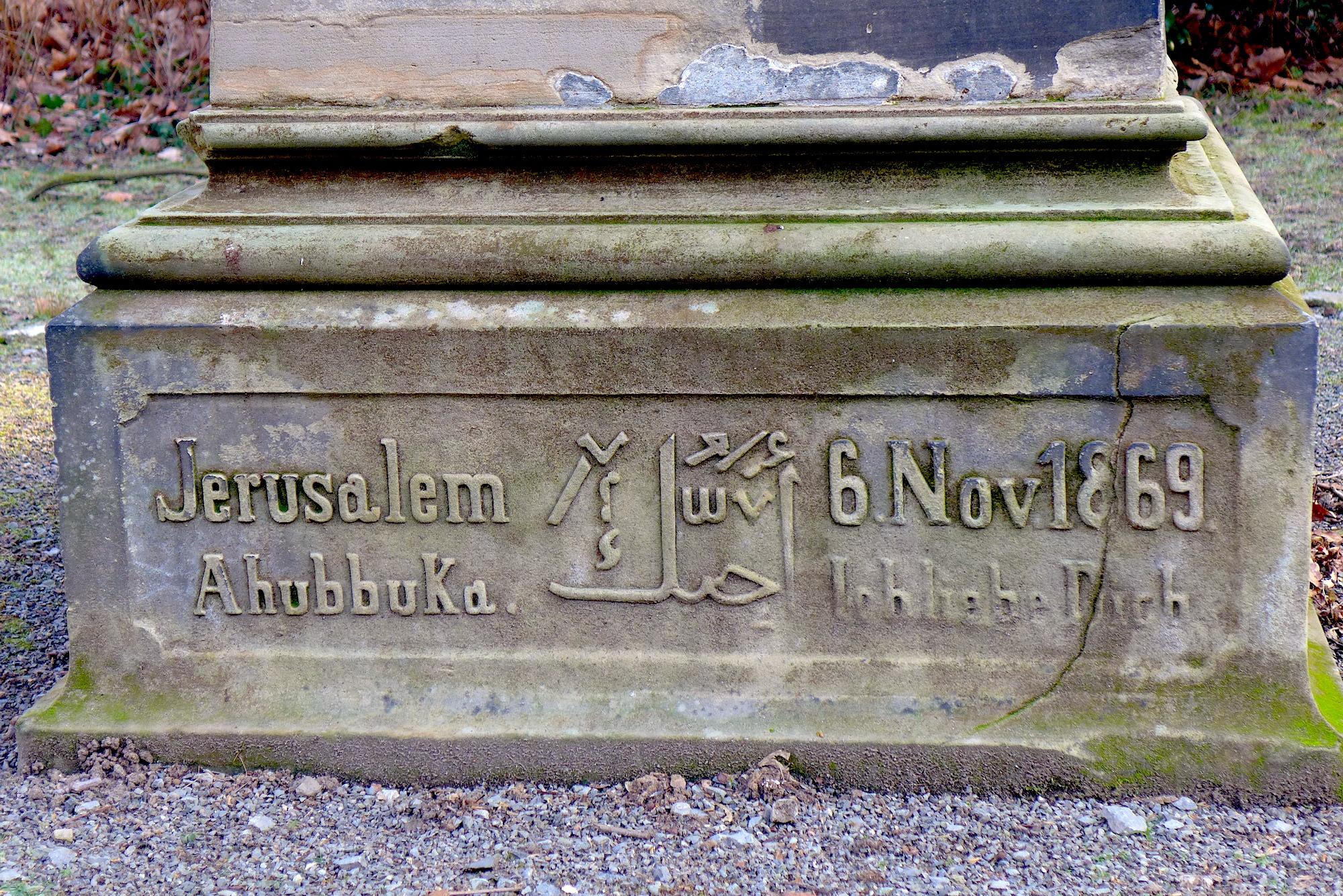
Inschrift am Sockel mit der Zeile Jerusalem Ahubbuka / Jerusalem ich liebe Dich

Das Standbild wurde von dem Bildhauer Paul Disselhoff, einem Sohn des damaligen Direktors der Diakonissenanstalt, geschaffen und am 15. Juni 1890 – dem zweiten Todestag Friedrichs – eingeweiht. Es ist aus Sandstein gefertigt und zeigt Friedrich als Kronprinz in militärischer Uniform. Auf seinem rechten Arm sitzt ein kleines Kind, das einen seiner Orden in der Hand hält und ihn betrachtet. Der Sockel des Denkmals ist mit der Inschrift Unser Kronprinz in Kaiserswerth am 21.September 1884 versehen. Außerdem findet sich darauf ein Verweis auf einen Besuch des Kronprinzen im Evangelischen Diakonissenkrankenhaus in Jerusalem im Jahr 1869.

## Hintergrund
Die Statue erinnert an den Besuch des damaligen Kronprinzen und späteren Kaisers in der Kaiserswerther Diakonie am 21. September 1884. Nach einem Gottesdienst besuchte er einige kranke Kinder, die in der Diakonissenanstalt gepflegt wurden. Eines der Kinder nahm er auf den Arm, dabei soll das Kind mit den militärischen Orden des Kronprinzen an dessen Brust gespielt haben. Das Kind war der vierjährige Wilhelm Koll. Diese Szene wurde von Disselhoff festgehalten und ist seitdem auf dem Diakoniegelände zu sehen. Aus heutiger Sicht wird das Standbild als „in seiner rührseligen Naivität den populären Bibelillustrationen und Heiligenbildern der Zeit abgeschaut“ charakterisiert. Von seinem Schöpfer Paul Disselhoff sind nur wenige bildhauerische Werke bekannt, er war anscheinend hauptberuflich als Fotograf in Elberfeld tätig.

## Heutiger Zustand
Am 14. Dezember 1995 wurde das Denkmal in die Denkmalliste der Stadt Düsseldorf eingetragen. Das Denkmal wird vom Schützenverein Kaiserswerther Bruderschaft gepflegt und befindet sich in einem guten Zustand.